# Salem (Connecticut)
Salem ist eine Stadt im New London County im US-Bundesstaat Connecticut mit ca. 4151 Einwohnern (Stand: 2010).

## Söhne und Töchter der Stadt
- Samuel M. Hopkins (1772–1837), Jurist und Abgeordneter des US-Repräsentantenhauses
- Harriet Randall Lumis (1870–1953), Landschaftsmalerin des Impressionismus und Mitbegründerin der Academic Artists Association